# Antresolka Profesorka Nerwosolka
Antresolka Profesorka Nerwosolka – polska humorystyczna seria komiksowa autorstwa Tadeusza Baranowskiego, przez niektórych uważana za jego opus magnum. Głównymi bohaterami są naukowiec profesor Nerwosolek i jego asystentka Entomologia przeżywający przygody podczas niecodziennych wypraw naukowych.

## Historia publikacji
Pierwotnie profesor Nerwosolek miał zadebiutować w magazynie Alfa, jednak w wyniku braku porozumienia komiks nie trafił do druku:

Kiedy po raz pierwszy narysowałem epizod z życia Profesorka Nerwosolka, pani redaktor ukazującego się w KAW pisma Alfa oświadczyła: Generalnie TAK, ale ten tytuł... Dlaczego właściwie Entomologia (przecież nie ma takiego imienia) i nie taki znowu z Profesora Nerwosolek... Zaproponowała zmianę tytułu na Profesor X działa!. Nie zgodziłem się na ten banał i historyjka nigdy nie została wydrukowana. Książeczka Antresolka Profesorka Nerwosolka powstała właściwie na złość tej pani.

Pierwszy raz Nerwosolek pojawił się na łamach Świata Młodych w roku 1980, gdzie kolejne opowieści zamieszczano do 1982 roku. Pierwsza historia Antresolka profesorka Nerwosolka została jako część Skąd się bierze woda sodowa i nie tylko. Kolejne dwie ukazały się jako samodzielny album w 1985 roku.
Następnym komiksem z udziałem bohaterów była Podróż smokiem Diplodokiem, gdzie centralnymi postaciami byli Lord Hokus Pokus i tytułowy Diplodok.
Po wyjeździe Baranowskiego do Francji, podczas swej pracy w Tintinie, w latach 1984-1986 umieszczał tam komiksy z udziałem Nerwosolka i Entomologii, których część została opublikowana w albumie Przepraszam, remanent.
W 2005 roku Tadeusz Baranowski przy wsparciu fanów i czytelników, wydał album Tffffuj! Do bani z takim komiksem! będący ostatnim komiksem z udziałem profesora Nerwosolka i Entomologii.
W maju 2021 Tadeusz Baranowski na swoim profilu facebookowym roku opublikował szkice małoletnich Nerwosolka i Entomologii, oznajmiając prace nad albumem opowiadającym o ich dziecięcych przygodach.

## Komiksy
| Tytuł                                               | Pierwsze wydanie w prasie | Pierwsze wydanie albumowe | Uwagi |
| --------------------------------------------------- | ------------------------- | ------------------------- | --- |
| Antresolka profesorka Nerwosolka                    | 1980, „Świat Młodych”     | 1982                      | Pierwsza część w pierwszym wydaniu albumowym pt. Skąd się bierze woda sodowa i nie tylko. W 2003 roku została wydana wraz z pozostałymi częściami w formie pojedynczego albumu. |
| Antresolka profesorka Nerwosolka: wyprawa kosmiczna | 1981, „Świat Młodych”     | 1985                      | Wydane razem jako pojedynczy album pt. Antresolka profesorka Nerwosolka. |
| Antresolka profesorka Nerwosolka: wyprawa morska    | 1982, „Świat Młodych”     | 1985                      | Wydane razem jako pojedynczy album pt. Antresolka profesorka Nerwosolka. |
| Podróż smokiem Diplodokiem                          | 1984, „Świat Młodych”     | 1986                      | |
| ZOO w kosmosie                                      | 1984-1986, „Tintin”       | –                         | |
| Wirus pozaziemski                                   | 1984-1986, „Tintin”       | –                         | |
| Przepraszam Remanent                                | 1984-1986, „Tintin”       | 1990                      | |
| Tffffuj! Do bani z takim komiksem!                  | –                         | 2005                      | Album pożegnalny. |

## Bohaterowie
Profesor Nerwosolek – podstarzały naukowiec będący zapatrzonym w swoją pracę. Wynalazca i organizator wielu wypraw naukowych. Nieco dziecinny i często chodzący z głową w chmurach. Zagorzały fan Kabaretu Starszych Panów.
Entomologia Motylkowska – asystentka i gospodyni Nerwosolka. Jest w podeszłym wieku. Do jej zadań należy opieka nad domostwem oraz uczestnictwo w eksperymentach profesora. Panicznie boi się myszy. Poza opieką nad domostwem bierze czynny udział w wyprawach organizowanych przez Nerwosolka. Bardziej stąpająca po ziemi i rozsądniejsza od swego pracodawcy.  
Lord Hokus Pokus – czarnoksiężnik żądny władzy nad światem. W Antresolce Profesorka Nerwosolka pełnił rolę czarnego charakteru i głównego antagonisty. Po spotkaniu z Nerwosolkiem i Entomologią stał się pozytywnym bohaterem, jednak wciąż marzy o podbiciu świata.
Diplodok – młodociany dinozaur o możliwości przemieszczania się w czasie i przestrzeni. Jego cechą charakterystyczną są ogromne uszy rozciągnięte od ciągłego strofowania przez dorosłe dinozaury. Przyjaciel Lorda Hokus-Pokusa. 
Szlurp i Burp – dwa wampiry mieszkające w zamku narysowanym przez Autora obok domostwa Nerwosolka. W wyniku fortelu zastosowanego przez Nerwosolka uciekli z zamku stając się bezdomnymi i szukali różnych sposobów na poprawę swojej sytuacji materialnej. Są w posiadaniu magicznych pierścieni pozwalających na zmianę postaci. Mimo bycia wampirami są poczciwi i nie robią nikomu krzywdy i otwarcie krytykują Autora, że nie chce z nich zrobić bohaterów pozytywnych.
Mysza Raptus, pseud. Ryży Ogon – sfrustrowana mysz mieszkająca w domostwie Nerwosolka. Jest zapatrzona w siebie i szuka okazji do polepszenia, jej zdaniem, niskiego statusu. Kocha jeść ser, ma obsesję na punkcie swego ogona i narzeka, że musi grać rolę w komiksie. Główny antagonista Tffffuj! Do bani z takim komiksem!. 
Robak – robak będący współlokatorem Myszy Raptus. Jest głosem rozsądku w niecnych planach Myszy. Mieszka w kawałku sera.
Autor – wspominany wielokrotnie przez bohaterów twórca komiksu. Często pomaga im w trudnych sytuacjach.

## Ekranizacje
W latach 1984 i 1986 pojawił się krótkometrażowy film animowany Przygody profesora Nerwosolka i jego kontynuacja Kosmiczne przygody profesora Nerwosolka będące adaptacją Antresolki profesorka Nerwosolka. Głosu Nerwosolkowi użyczył Mieczysław Grąbka.
W 2015 roku został ogłoszony film pełnometrażowy Smok Diplodok produkowany przez studio Human Ark, mający być połączeniem animacji 3D z ręcznie malowanymi elementami. Reżyserię objął Wojtek Wawszczyk, będący wraz z Rafałem Skarżyckim współtwórcą scenariusza. W 2017 roku pojawił się sneak peek animacji. Premiera, pierwotnie planowana na 2020 rok, odbyła się 4 października 2024 roku.